# Distribuição de Boltzmann
Em física a Distribuição de Boltzmann permite calcular a função distribuição para um número fracionário de partículas Ni / N ocupando um conjunto de estados i cada um dos quais tem energia Ei:
{\displaystyle {{N_{i}} \over {N}}={{g_{i}e^{-E_{i}/k_{B}T}} \over {Z(T)}}}
onde {\displaystyle k_{B}} é a constante de Boltzmann, T é a temperatura (admitida como sendo uma quantidade precisamente bem definida), {\displaystyle g_{i}} é a degeneração, ou número de estados tendo energia {\displaystyle E_{i}}, N é o total do número de partículas:
{\displaystyle N=\sum _{i}N_{i}\,}
e Z(T) é chamada função partição, a qual pode ser tratada como sendo igual a
{\displaystyle Z(T)=\sum _{i}g_{i}e^{-E_{i}/k_{B}T}.}
Alternativamente, para um sistema único em uma temperatura bem definida, ela dá a probabilidade deste sistema em seu estado específico. A distribuição de Boltzmann aplica-se somente à partículas em uma suficiente alta temperatura e baixa densidade nas quais efeitos quânticos possam ser ignorados, e cujas partículas obedeçam a estatística de Maxwell–Boltzmann. (Veja este artigo para uma derivação da distribuição de Boltzmann.)
A distribuição de Boltzmann é frequentemente expressa em termos de β = 1/kT aonde β refere-se ao beta termodinâmico. O termo {\displaystyle e^{-\beta E_{i}}} ou {\displaystyle e^{-E_{i}/(kT)}}, o qual dá a relativa probabilidade (não normalizada) de um estado, é chamada factor de Boltzmann e aparece frequentemente no estudo da física e química.
Quando a energia é simplesmente a energia cinética da partícula
{\displaystyle E_{i}={\begin{matrix}{\frac {1}{2}}\end{matrix}}mv^{2},}
então a distribuição corretamente dá a distribuição de Maxwell-Boltzmann das velocidades das moléculas do gás, previamente previstas por Maxwell em 1859. A distribuição de Boltzmann é, entretanto, muito mais geral. Por exemplo, ela prediz a variação da densidade de partículas num campo gravitacional em relação à altitude, se {\displaystyle E_{i}={\begin{matrix}{\frac {1}{2}}\end{matrix}}mv^{2}+mgh}. De fato a distribuição aplica-se sempre que as considerações quânticas possam ser ignoradas.
Em alguns casos, uma aproximação contínua pode ser usada. Se há g(E) dE estados com energia E a E + dE, quando a distribuição de Boltzmann prediz uma probabilidade de distribuição para a energia:
{\displaystyle p(E)\,dE={g(E)\exp({-\beta E}) \over {\int g(E')\exp {(-\beta E')}}\,dE'}\,dE.}
Quando g(E) é chamado densidade de estado se o espectro de energia é contínuo.
Partículas clássicas com esta distribuição de energia são ditas obedientes à estatística de Maxwell–Boltzmann. 
No limite clássico, i.e. em grandes volumes de E/kT ou às menores densidades de estados — quando funções de onda de partículas praticamente não se sobrepõe, tanto a distribuição Bose–Einstein ou a Fermi–Dirac tornam-se a distribuição de Boltzmann.